# Cleveland Browns 2018
La stagione 2018 dei Cleveland Browns è stata la 70ª della franchigia, la 66ª nella National Football League, terza e ultima con Hue Jackson come capo-allenatore e la prima con John Dorsey come general manager. La squadra veniva da una stagione in cui era diventata la seconda della storia a terminare con un bilancio di zero vittorie e 16 sconfitte, tentando di raggiungere i play-off per la prima volta dal 2002 (tali annate consecutive senza raggiungere i playoff sono un record di franchigia negativo). In possesso della prima scelta assoluta nel Draft NFL 2018, i Browns scelsero il quarterback da Oklahoma Baker Mayfield.
Il 29 ottobre 2018, i Browns annunciarono di aver licenziato Jackson, a causa del suo record di 3–36–1 durante il periodo come capo-allenatore della squadra. Dopo qualche ora dal licenziamento di Jackson, venne licenziato anche il coordinatore offensivo Todd Haley. Il coordinatore difensivo Gregg Williams venne nominato capo-allenatore ad interim. Sotto la sua gestione, i Browns ebbero un bilancio parziale di 5–3 nella seconda metà della stagione. Mayfield lanciò 27 passaggi da touchdown, un nuovo record per un quarterback rookie. Il precedente record di 26 era condiviso da Peyton Manning e Russell Wilson.

## Pre-stagione

### Arrivi e partenze

#### Free agency
| Ruolo | Giocatore      | Tag  | Squadra nel 2018 | Data dell'ingaggio |
| --- | -------------- | ---- | ---------------- | ------------------ |
| G | Chris Barker   | UFA  |                  |                    |
| ILB | Tank Carder    | UFA  | Cleveland Browns | 27 marzo           |
| RB | Isaiah Crowell | UFA  | New York Jets    | 14 marzo           |
| DE | Lavar Edwards  | UFA  |                  |                    |
| WR | Josh Gordon    | ERFA | Cleveland Browns | 14 marzo           |
| WR | Matt Hazel     | ERFA | Cleveland Browns | 14 marzo           |
| QB | Kevin Hogan    | ERFA | Cleveland Browns | 14 marzo           |
| OLB | Josh Keyes     | UFA  | Houston Texans   | 20 marzo           |
| TE | Matt Lengel    | ERFA | Cleveland Browns | 14 marzo           |
| G | Marcus Martin  | UFA  | Dallas Cowboys   | 26 marzo           |
| DT | Jamie Meder    | RFA  | Cleveland Browns | 14 marzo           |
| C | Austin Reiter  | ERFA | Cleveland Browns | 14 marzo           |
| FB | Danny Vitale   | ERFA | Cleveland Browns | 14 marzo           |
| UFA=Unrestricted free agent, RFA=Restricted free agent, ERFA=Exclusive rights free agent Lo sfondo verde indica che il giocatore è stato ingaggiato dai Browns. |                |      |                  |                    |

#### Arrivi
| Ruolo | Giocatore         | Squadra nel 2017     | Data dell'ingaggio |
| ----- | ----------------- | -------------------- | ------------------ |
| CB    | T.J. Carrie       | Oakland Raiders      | 14 marzo           |
| C     | Anthony Fabiano * | Indianapolis Colts   | 15 maggio          |
| TE    | Darren Fells      | Detroit Lions        | 14 marzo           |
| CB    | E.J. Gaines       | Buffalo Bills        | 23 marzo           |
| OT    | Avery Gennesy *   | Jacksonville Jaguars | 15 maggio          |
| LB    | Jermaine Grace *  | Indianapolis Colts   | 2 maggio           |
| OT    | Chris Hubbard     | Pittsburgh Steelers  | 14 marzo           |
| RB    | Carlos Hyde       | San Francisco 49ers  | 14 marzo           |
| WR    | Jeff Janis        | Green Bay Packers    | 30 marzo           |
| LB    | Mychal Kendricks  | Philadelphia Eagles  | 4 giugno           |
| K     | Ross Martin       | New York Jets        | 14 giugno          |
| CB    | Terrance Mitchell | Kansas City Chiefs   | 14 marzo           |
| OT    | Greg Robinson     | Detroit Lions        | 19 giugno          |
| LB    | Brady Sheldon *   | Oakland Raiders      | 13 giugno          |
| DE    | Chris Smith       | Cincinnati Bengals   | 14 marzo           |
| QB    | Drew Stanton      | Arizona Cardinals    | 25 marzo           |
| QB    | Joel Stave        | New York Jets        | 30 aprile          |
| OT    | Donald Stephenson | Denver Broncos       | 14 marzo           |
| P     | Justin Vogel *    | Green Bay Packers    | 7 maggio           |

* Giocatore svincolato

#### Partenze
| Ruolo | Giocatore           | Data di rilascio | Squadra nel 2018   | Data dell'ingaggio |
| ----- | ------------------- | ---------------- | ------------------ | ------------------ |
| LB    | Dominique Alexander | 3 maggio         |                    |                    |
| LB    | Max Bullough        | 12 aprile        |                    |                    |
| LB    | Tank Carder         | 5 giugno         |                    |                    |
| TE    | Gavin Escobar       | 12 aprile        | Miami Dolphins     | 16 aprile          |
| WR    | Matt Hazel          | 30 aprile        |                    |                    |
| WR    | Bug Howard          | 12 aprile        | Carolina Panthers  | 14 maggio          |
| RB    | Darius Jackson      | 3 maggio         | Dallas Cowboys     | 30 maggio          |
| OT    | Roderick Johnson    | 19 giugno        |                    |                    |
| TE    | Matt Lengel         | 12 aprile        | Houston Texans     | 13 aprile          |
| S     | Kai Nacua           | 30 aprile        | Baltimore Ravens   | 1º maggio          |
| WR    | Larry Pinkard       | 12 aprile        |                    |                    |
| CB    | Reggie Porter       | 20 aprile        |                    |                    |
| CB    | C. J. Smith         | 12 aprile        | Denver Broncos     | 13 aprile          |
| QB    | Joel Stave          | 7 maggio         |                    |                    |
| RB    | Kelvin Taylor       | 12 aprile        |                    |                    |
| TE    | Randall Telfer      | 4 maggio         | Indianapolis Colts | 7 maggio           |
| CB    | Corey White         | 20 aprile        |                    |                    |
| WR    | Kasen Williams      | 30 aprile        | Indianapolis Colts | 11 maggio          |

Ritiri
- Il 14 marzo, l'offensive tackle Joe Thomas annunciò il suo ritiro dopo 11 anni di carriera trascorsa interamente con i Browns. Thomas partecipò a 10 Pro Bowl consecutivi dal 2007 al 2016.

## Scelte nel Draft 2018

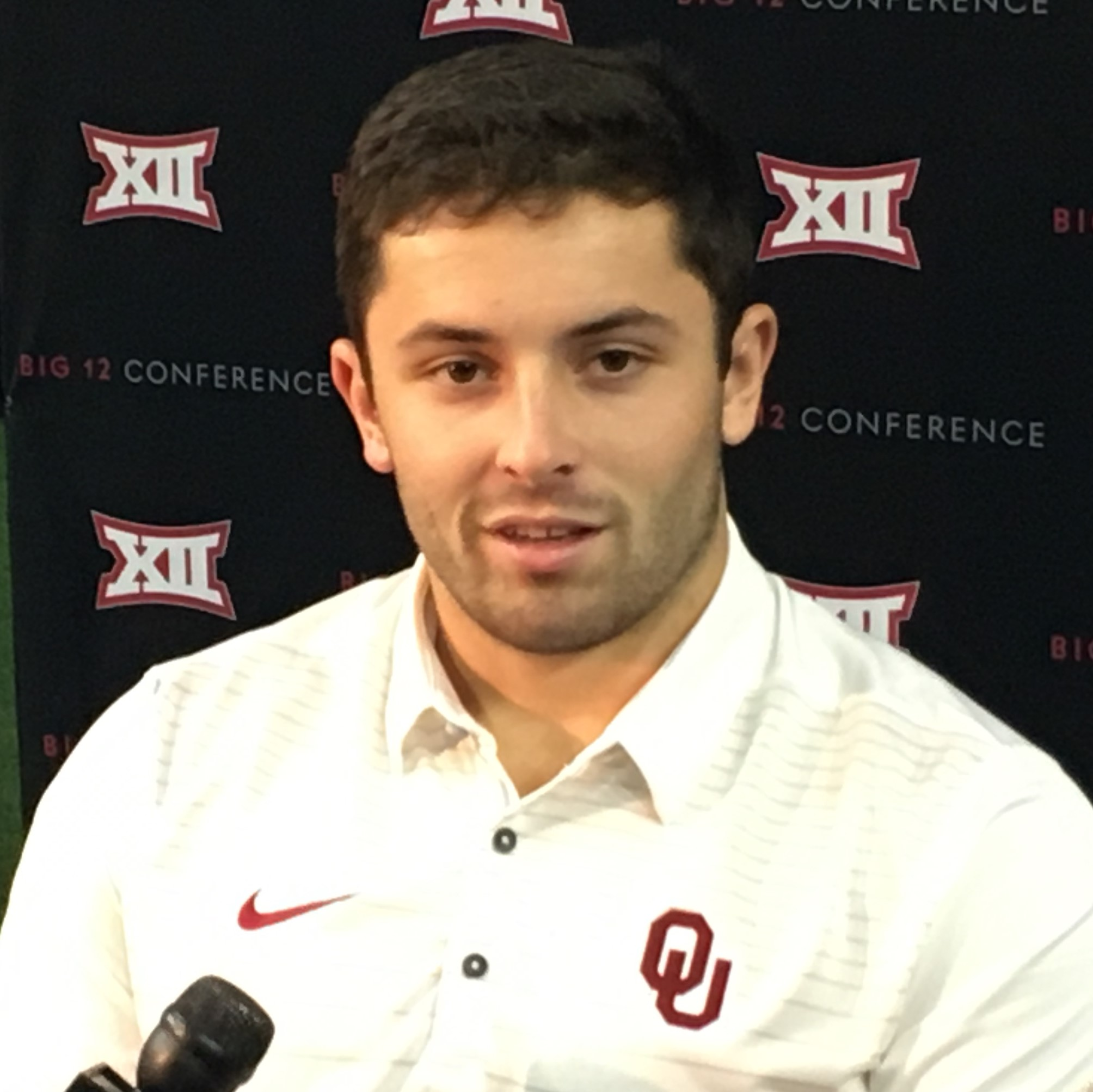
I Browns hanno scelto come primo assoluto Baker Mayfield nel Draft 2018

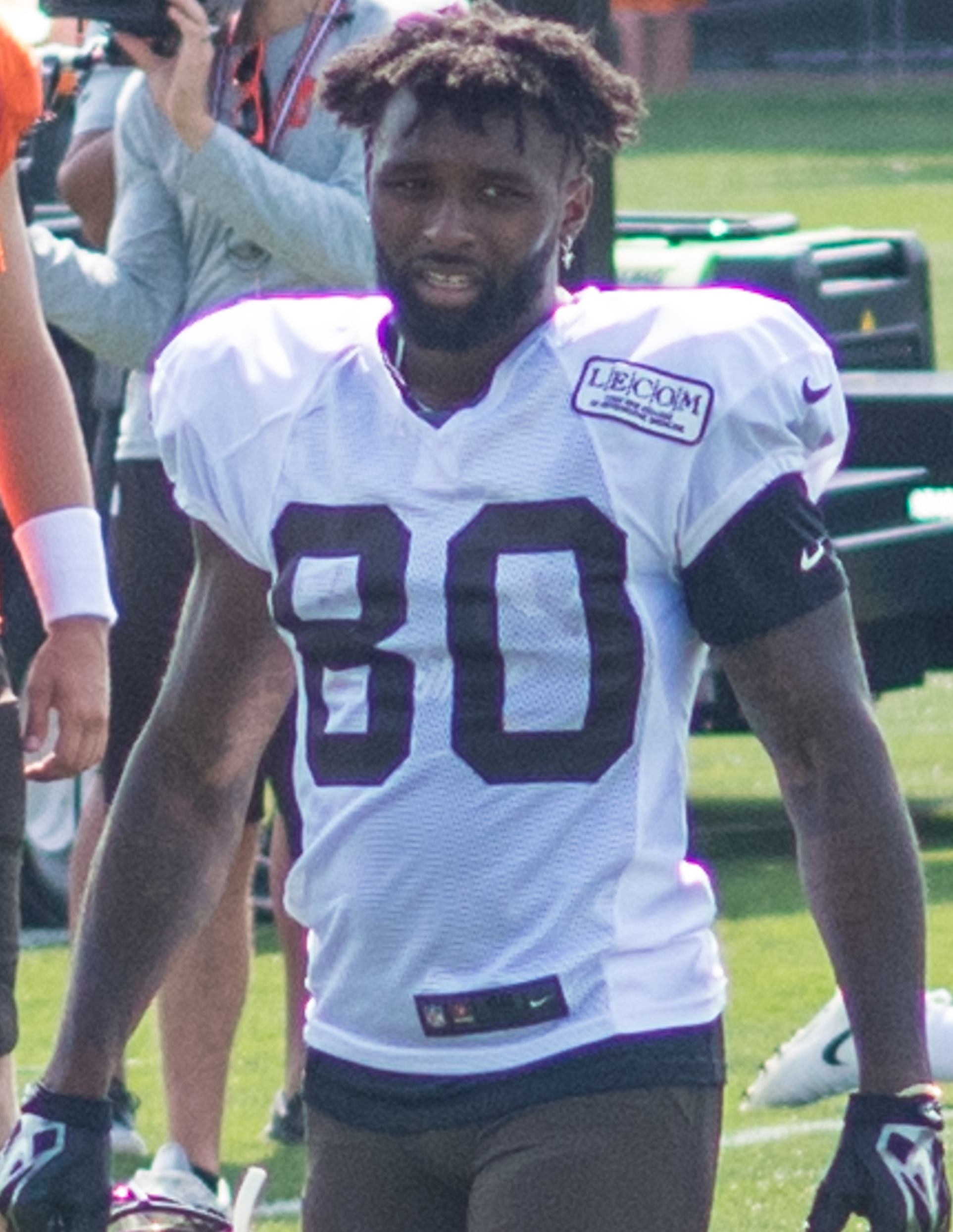
Jarvis Landry, tre volte Pro Bowler con i Miami Dolphins, è stato una delle principali acquisizioni stagionali

| Scelte dei Browns nel Draft 2018 |        |                  |       |            |                            |
| Giro                             | Scelta | Giocatore        | Ruolo | College    | Note                       |
| 1                                | 1      | Baker Mayfield   | QB    | Oklahoma   |                            |
| 1                                | 4      | Denzel Ward      | CB    | Ohio State | Da Houston                 |
| 2                                | 33     | Austin Corbett   | OT    | Nevada     |                            |
| 2                                | 35     | Nick Chubb       | RB    | Georgia    | Da Houston                 |
| 3                                | 67     | Chad Thomas      | DE    | Miami (FL) | Da Indianapolis            |
| 4                                | 105    | Antonio Callaway | WR    | Florida    | Da Chicago via New England |
| 5                                | 150    | Genard Avery     | LB    | Memphis    | Da Green Bay               |
| 6                                | 175    | Damion Ratley    | WR    | Texas A&M  |                            |
| 6                                | 188    | Simeon Thomas    | CB    | Louisiana  | Da Washington              |

Scambi di scelte
| Data      | Squadra              | Giocatore/Scelta acquisita | Giocatore/Scelta scambiata                                                                                                   | Note   |
| --------- | -------------------- | --- | --- | ------ |
| 14 marzo  | Miami Dolphins       | WR Jarvis Landry | Scelta nel 4º giro (123ª assoluta) del Draft NFL 2018 Scelta nel 7º giro del Draft NFL 2019                                  | [ 42 ] |
| 14 marzo  | Buffalo Bills        | QB Tyrod Taylor | Scelta nel 3º giro (65ª assoluta) del Draft NFL 2018                                                                         | [ 42 ] |
| 14 marzo  | Green Bay Packers    | CB Damarious Randall Scelta del 4º giro (114ª assoluta) nel Draft NFL 2018 Scelta del 5º giro (150ª assoluta) nel Draft NFL 2018 | QB DeShone Kizer Scelta nel 4º giro (101ª assoluta) nel Draft NFL 2018 Scelta nel 5º giro (138ª assoluta) del Draft NFL 2018 | [ 42 ] |
| 14 marzo  | New England Patriots | Scelta del 3º giro del Draft NFL 2019                                                                                            | DT Danny Shelton Scelta del 5º giro del (159ª assoluta) del Draft NFL 2018                                                   | [ 43 ] |
| 15 marzo  | New England Patriots | Scelta del 6º giro (205ª assoluta) del Draft NFL 2018                                                                            | CB Jason McCourty Scelta del 7º giro (219ª assoluta) del Draft NFL 2018                                                      | [ 44 ] |
| 27 marzo  | Jacksonville Jaguars | Scelta condizionale del 7º giro del Draft NFL 2019                                                                               | QB Cody Kessler | [ 45 ] |
| 6 aprile  | Washington Redskins  | Scelta nel 6º giro (188ª assoluta) del Drfat NFL 2018                                                                            | QB Kevin Hogan Scelta nel 6º giro (205ª assoluta) del Draft NFL 2018                                                         | [ 46 ] |
| 19 maggio | Arizona Cardinals    | Scelta nel 6º giro del Draft NFL 2020                                                                                            | CB Jamar Taylor | [ 47 ] |

### Undrafted free agents
| Undrafted free agents dei Cleveland Browns nel 2018 |       |                  |                    |                   |
| Giocatore                                           | Ruolo | College          | Data dell'ingaggio | Data del rilascio |
| Drew Bailey                                         | DT    | Louisville       | 1º maggio          |                   |
| Evan Berry                                          | WR    | Tennessee        | 1º maggio          |                   |
| D.J. Calhoun                                        | LB    | Arizona State    | 1º maggio          |                   |
| Elijah Campbell                                     | S     | Northern Iowa    | 1º maggio          |                   |
| Christian DiLauro                                   | OT    | Illinois         | 1º maggio          |                   |
| Daniel Ekuale                                       | DT    | Washington State | 1º maggio          |                   |
| Marcell Frazier *                                   | DE    | Missouri         | 18 maggio          |                   |
| DeMarquis Gates                                     | LB    | Ole Miss         | 22 maggio          | 14 giugno         |
| Micah Hannemann                                     | S     | BYU              | 1º maggio          |                   |
| Desmond Harrison                                    | OT    | West Georgia     | 1º maggio          |                   |
| Zaycoven Henderson                                  | DT    | Texas A&M        | 1º maggio          |                   |
| Darvin Kidsy                                        | WR    | North Texas      | 1º maggio          |                   |
| Montrel Meander                                     | S     | Grambling State  | 1º maggio          |                   |
| Brogan Roback                                       | QB    | Eastern Michigan | 14 maggio          |                   |
| Da’Mari Scott                                       | WR    | Fresno State     | 1º maggio          |                   |
| Trenton Thompson                                    | DT    | Georgia          | 1º maggio          |                   |
| Derek Willies                                       | WR    | Texas Tech       | 1º maggio          |                   |
| Eric Wren                                           | C     | Oklahoma         | 1 maggio           |                   |

* Giocatore ingaggiato dai Browns dopo essere stato svincolato come undrafted free agent da un'altra squadra

## Staff
| Staff dei Cleveland Browns nel 2018 |
| --- |
| Organi dirigenziali - Proprietari – Jimmy e Dee Haslam - Chief Strategy Officer – Paul DePodesta - General manager – John Dorsey - Assistente del general manager – Eliot Wolf - Vicepresidente dell'organico giocatori – Alonzo Highsmith - Vicepresidente dell'organico giocatori – Andrew Berry - Vicepresidente dell'organico giocatori – Ken Kovash - Vicepresidente dell'amministrazione sportiva – Chris Cooper - Direttore della ricerca e della strategia – Kevin Meers - Direttore degli osservatori – Mike Cetta - Assistente del direttore degli osservatori – Glenn Cook - Direttore degli osservatori del college – Steve Malin - Direttore della ricerca del personale – Dan Saganey - Analista del tetto salariale – Chris Sosna - Assistente del direttore della ricerca del personale – Jim Noel - Consulente speciale – Jim Brown Capo allenatore - Capo-allenatore ad interim/Coordinatore difensivo – Gregg Williams Altri allenatori - Preparatore atletico – Larry Jackson - Coordinatore dello sviluppo della forza e della condizione – Evan Marcus - Assistente preparatore atletico – Josh Christovich - Assistente preparatore atletico – Monty Gibson - Assistente preparatore atletico – Dale Jones - Direttore della performance – Adam Beard - Scienze motorie – Jamey Mroz Allenatori dell'attacco - Coordinatore offensivo/Running back – Freddie Kitchens - Quarterback – Ken Zampese - Wide receiver – Adam Henry - Tight end – Greg Seamon - Offensive line – Bob Wylie - Assistente offensive line – Mark Hutson - Assistente senior – Al Saunders - Controllo qualità dell'attacco/assistente wide receiver – Bob Saunders - Assistente – Brian Braswell Allenatori della difesa - Defensive line – Clyde Simmons - Assistente defensive line – Ken Delgado - Linebacker – Blake Williams - Defensive back – DeWayne Walker - Assistente defensive dack – Jerod Kruse - Controllo qualità della difesa – Eric Sanders Allenatori dello special team - Coordinatore dello special team – Amos Jones - Assistente dello special team – Sam Shade - Stagista dello special team – Josh Cribbs |

## Roster
| Roster dei Cleveland Browns nel 2018 |
| --- |
| Quarterback - 6 Baker Mayfield - 9 Drew Stanton - 5 Tyrod Taylor Running Back - 31 Nick Chubb - 34 Carlos Hyde - 29 Duke Johnson Wide Receiver - 11 Antonio Callaway - 12 Josh Gordon - 81 Rashard Higgins - 80 Jarvis Landry - 18 Damion Ratley - 84 Derrick Willies Tight End - 82 Orson Charles - 87 Seth DeValve - 88 Darren Fells - 85 David Njoku Offensive Linemen - 75 Joel Bitonio G - 63 Austin Corbett T - 69 Desmond Harrison T - 74 Chris Hubbard T - 78 Greg Robinson T - 64 J.C. Tretter C - 77 Earl Watford G - 70 Kevin Zeitler G Defensive Linemen - 93 Trevon Coley DT - 94 Carl Davis DT - 95 Myles Garrett DE - 99 Devaroe Lawrence DT - 91 Ifeadi Odenigbo DE - 90 Emmanuel Ogbah DE - 65 Larry Ogunjobi DT - 50 Chris Smith DE - 92 Chad Thomas DE - 97 Anthony Zettel DE Linebacker - 55 Genard Avery OLB - 52 James Burgess MLB - 51 Jamie Collins OLB - 58 Christian Kirksey OLB - 53 Joe Schobert MLB - 54 Tanner Vallejo OLB Defensive Back - 20 Briean Boddy-Calhoun FS - 38 T.J. Carrie CB - 28 E.J. Gaines CB - 26 Derrick Kindred SS - 39 Terrance Mitchell CB - 22 Jabrill Peppers SS/RS - 23 Damarious Randall FS - 37 Denzel Rice CB - 27 Tavierre Thomas CB - 21 Denzel Ward CB Special Team - 4 Britton Colquitt P - 2 Zane Gonzalez K - 47 Charley Hughlett LS Lista delle riserve - 91 Lenny Jones DE (IR) - 15 Ricardo Louis WR (IR) - 40 Danny Vitale FB (IR) - 24 Howard Wilson CB (IR) Squadra di allenamento - 96 Daniel Ekuale DT - 98 Zaycoven Henderson DT - 25 Dontrell Hilliard RB - 68 Kyle Kalis G - 89 Pharaoh McKever TE - 7 Jeremiah McKinnon CB - 30 Montrel Meander SS - 35 Tigie Sankoh FS - 10 Da'Mari Scott WR - 60 Brad Seaton T - 49 Brady Sheldon LB 53 attivi, 4 inattivi, 11 nella squadra di allenamento |
| Legenda - I rookie sono in corsivo. - Il primo ruolo è il principale mentre gli eventuali successivi indicano i ruoli secondari. - (IR) sta per Injured Reserve ed indica la lista ristretta per un solo giocatore infortunato che può tornare ad allenarsi dopo la settimana 6 e a rientrare in prima squadra dopo che questa ha giocato 8 partite. - (NF-Inj.) / (NF-Ill.) stanno rispettivamente per Non-Football Injured e Non-Football Illness ed indicano le liste dove viene inserito un giocatore che ha un infortunio o una malattia non dipendente dal football americano. - (PUP) sta per Physically Unable to Perform ed indica la lista dove viene inserito un giocatore mentre è in attesa di recuperare la condizione fisica. Nella stagione regolare dopo la sesta partita giocata dalla propria squadra, il giocatore ha tempo tre settimane per riprendere ad allenarsi, più tre settimane aggiuntive dal suo rientro agli allenamenti per rientrare in prima squadra. |

## Calendario

### Precampionato
| Precampionato |       |               |               |              |                     |           |        |                     |      |         |
| Settimana     | Data  | Ora           | Data italiana | Ora italiana | Avversario          | Risultato | Record | Stadio              | TV   | Referto |
| 1             | 09/08 | 7:00 p.m.EDT  | 10/08         | 01:00        | at New York Giants  | V 20–10   | 1–0    | MetLife Stadium     | WEWS | Referto |
| 2             | 17/08 | 7:30 p.m. EDT | 18/08         | 01:30        | Buffalo Bills       | S 17–19   | 1–1    | FirstEnergy Stadium | WEWS | Referto |
| 3             | 23/08 | 8:00 p.m. EDT | 24/08         | 02:00        | Philadelphia Eagles | V 5–0     | 2–1    | FirstEnergy Stadium | Fox  | Referto |
| 4             | 30/08 | 7:00 p.m. EDT | 31/08         | 01:00        | at Detroit Lions    | V 35–17   | 3–1    | Ford Field          | WEWS | Referto |

### Stagione regolare
Il calendario della stagione è stato annunciato il 19 aprile 2018.
| Stagione regolare |                         |                    |                    |                                 |                    |
| Turno             | Avversario              | Risultato          | Record             | Stadio                          | Sintesi            |
| 1                 | Pittsburgh Steelers     | P 21–21 dts        | 0–0–1              | FirstEnergy Stadium             | Recap              |
| 2                 | at New Orleans Saints   | S 18–21            | 0–1–1              | Mercedes-Benz Superdome         | Recap              |
| 3                 | New York Jets           | V 21–17            | 1–1–1              | FirstEnergy Stadium             | Recap              |
| 4                 | at Oakland Raiders      | S 42–45 dts        | 1–2–1              | Oakland–Alameda County Coliseum | Recap              |
| 5                 | Baltimore Ravens        | V 12–9 dts         | 2–2–1              | FirstEnergy Stadium             | Recap              |
| 6                 | Los Angeles Chargers    | S 14–38            | 2–3–1              | FirstEnergy Stadium             | Recap              |
| 7                 | at Tampa Bay Buccaneers | S 23–26 dts        | 2–4–1              | Raymond James Stadium           | Recap              |
| 8                 | at Pittsburgh Steelers  | S 18–33            | 2–5–1              | Heinz Field                     | Recap              |
| 9                 | Kansas City Chiefs      | S 21–37            | 2–6–1              | FirstEnergy Stadium             | Recap              |
| 10                | Atlanta Falcons         | V 28–16            | 3–6–1              | FirstEnergy Stadium             | Recap              |
| 11                | Settimana di pausa      | Settimana di pausa | Settimana di pausa | Settimana di pausa              | Settimana di pausa |
| 12                | at Cincinnati Bengals   | V 35–20            | 4–6–1              | Paul Brown Stadium              | Recap              |
| 13                | at Houston Texans       | S 13–29            | 4–7–1              | NRG Stadium                     | Recap              |
| 14                | Carolina Panthers       | V 26–20            | 5–7–1              | FirstEnergy Stadium             | Recap              |
| 15                | at Denver Broncos       | V 17–16            | 6–7–1              | Broncos Stadium at Mile High    | Recap              |
| 16                | Cincinnati Bengals      | V 26–18            | 7–7–1              | FirstEnergy Stadium             | Recap              |
| 17                | at Baltimore Ravens     | S 24–26            | 7–8–1              | M&T Bank Stadium                | Recap              |

Note
- Gli avversari della propria division sono in grassetto.
- Le emittenti televisive e gli orari delle gare domenicali dalla settimana 5 alla 17 possono essere soggetti a cambiamenti a causa della programmazione flessibile.
- A causa della programmazione flessibile, la gara della settimana 15 contro i Denver Broncos potrebbe iniziare alle 4:30 p.m. (22:30 ora italiana) o alle 8:20 p.m. (02:20 ora italiana del giorno successivo). L'orario sarà confermato successivamente, non oltre la fine della settimana 8.[53]

#### Risultati
| Cleveland 9 settembre 2018, ore 1:00 p.m. EDT Settimana 1 | Pittsburgh Steelers | 21 – 21 (d.t.s.) (0–0; 7–0; 14–7; 0–14; 0–0) referto | Cleveland Browns | FirstEnergy Stadium (67.431 spett.)\| Arbitro: \| Shawn Smith \| |
| Arbitro:                                                  | Shawn Smith         |                                                      |                  |                                                                  |

| New Orleans 16 settembre 2018, ore 1:00 p.m. EDT/12:00 p.m. CDT Settimana 2 | Cleveland Browns | 18 – 21 (3–3; 3–0; 6–0; 6–18) referto | New Orleans Saints | Mercedes-Benz Superdome (73.086 spett.)\| Arbitro: \| Ronald Torbert \| |
| Arbitro:                                                                    | Ronald Torbert   |                                       |                    |                                                                         |

## Classifiche

### Division
| AFC North            | AFC North | AFC North | AFC North | AFC North                   | AFC North | AFC North | AFC North | AFC North |
| vedi • disc. • mod.  | V         | S         | P         | PCT                         | DIV       | CONF      | PF        | PS        |
| -------------------- | --------- | --------- | --------- | --------------------------- | --------- | --------- | --------- | --------- |
| Pittsburgh Steelers  | 8         | 6         | 1         | Template:Winning percentage | 3–1–1     | 5–5–1     | 384       | 316       |
| Baltimore Ravens     | 10        | 6         | 0         | Template:Winning percentage | 2–3       | 7–4       | 363       | 263       |
| Cleveland Browns †   | 7         | 8         | 1         | Template:Winning percentage | 2–1–1     | 4–5–1     | 309       | 348       |
| Cincinnati Bengals † | 6         | 8         | 0         | Template:Winning percentage | 1–3       | 4–6       | 337       | 413       |

### Conference
| American Football Conference           | American Football Conference | American Football Conference | American Football Conference | American Football Conference | American Football Conference | American Football Conference | American Football Conference | American Football Conference | American Football Conference | American Football Conference |
| Pos.                                   | Squadra                      | Division                     | V                            | S                            | P                            | PCT                          | DIV                          | CONF                         | SOS                          | SOV                          |
| -------------------------------------- | ---------------------------- | ---------------------------- | ---------------------------- | ---------------------------- | ---------------------------- | ---------------------------- | ---------------------------- | ---------------------------- | ---------------------------- | ---------------------------- |
| Capolista di Division                  |                              |                              |                              |                              |                              |                              |                              |                              |                              |                              |
| 1                                      | Kansas City Chiefs           | West                         | 12                           | 4                            | 0                            | .750                         | 5–1                          | 10–2                         | .480                         | .401                         |
| 2                                      | New England Patriots         | East                         | 11                           | 5                            | 0                            | .688                         | 5–1                          | 8–4                          | .482                         | .494                         |
| 3                                      | Houston Texans               | South                        | 11                           | 5                            | 0                            | .688                         | 4–2                          | 9–3                          | .471                         | .435                         |
| 4                                      | Baltimore Ravens             | North                        | 10                           | 6                            | 0                            | .625                         | 3–3                          | 8–4                          | .496                         | .450                         |
| Wild Card                              |                              |                              |                              |                              |                              |                              |                              |                              |                              |                              |
| 5                                      | Los Angeles Chargers         | West                         | 12                           | 4                            | 0                            | .750                         | 4–2                          | 9–3                          | .477                         | .422                         |
| 6                                      | Indianapolis Colts           | South                        | 10                           | 6                            | 0                            | .625                         | 4–2                          | 7–5                          | .465                         | .456                         |
| Non qualificati per i play-off         |                              |                              |                              |                              |                              |                              |                              |                              |                              |                              |
| 7                                      | Pittsburgh Steelers          | North                        | 9                            | 6                            | 1                            | .594                         | 4–1–1                        | 6–5–1                        | .504                         | .448                         |
| 8                                      | Tennessee Titans             | South                        | 9                            | 7                            | 0                            | .563                         | 3–3                          | 5–7                          | .520                         | .465                         |
| 9                                      | Cleveland Browns             | North                        | 7                            | 8                            | 1                            | .469                         | 3–2–1                        | 5–6–1                        | .516                         | .411                         |
| 10                                     | Miami Dolphins               | East                         | 7                            | 9                            | 0                            | .438                         | 4–2                          | 6–6                          | .469                         | .446                         |
| 11                                     | Denver Broncos               | West                         | 6                            | 10                           | 0                            | .375                         | 2–4                          | 4–8                          | .523                         | .464                         |
| 12                                     | Cincinnati Bengals           | North                        | 6                            | 10                           | 0                            | .375                         | 1–5                          | 4–8                          | .535                         | .448                         |
| 13                                     | Buffalo Bills                | East                         | 6                            | 10                           | 0                            | .375                         | 2–4                          | 4–8                          | .523                         | .411                         |
| 14                                     | Jacksonville Jaguars         | South                        | 5                            | 11                           | 0                            | .313                         | 1–5                          | 4–8                          | .549                         | .463                         |
| 15                                     | New York Jets                | East                         | 4                            | 12                           | 0                            | .250                         | 1–5                          | 3–9                          | .506                         | .438                         |
| 16                                     | Oakland Raiders              | West                         | 4                            | 12                           | 0                            | .250                         | 1–5                          | 3–9                          | .547                         | .406                         |
| Criteri di spareggio                   |                              |                              |                              |                              |                              |                              |                              |                              |                              |                              |
| 1. 2. 3. 4. 5. 6. 7. 8. 9. 10.         |                              |                              |                              |                              |                              |                              |                              |                              |                              |                              |
| Legenda                                |                              |                              |                              |                              |                              |                              |                              |                              |                              |                              |
| w — wild card ottenuta                 |                              |                              |                              |                              |                              |                              |                              |                              |                              |                              |
| x — partecipazione ai playoff ottenuta |                              |                              |                              |                              |                              |                              |                              |                              |                              |                              |
| y — campioni di division               |                              |                              |                              |                              |                              |                              |                              |                              |                              |                              |
| z — salto del primo turno di play-off  |                              |                              |                              |                              |                              |                              |                              |                              |                              |                              |
| * — vantaggio del campo ottenuto       |                              |                              |                              |                              |                              |                              |                              |                              |                              |                              |

## Premi

### Premi settimanali e mensili
- Denzel Ward:

rookie della settimana 1
giocatore degli special team della AFC della settimana 5
rookie della settimana 5
- Baker Mayfield:

rookie della settimana 3
rookie della settimana 7
rookie della settimana 9
rookie offensivo del mese di novembre
rookie della settimana 12
rookie della settimana 14
giocatore offensivo della AFC della settimana 16
rookie della settimana 16
rookie della settimana 17
- Nick Chubb:

rookie della settimana 4
running back della settimana 10
rookie della settimana 10